# Pierry
 Pierry  es una población y comuna francesa, en la región de Champaña-Ardenas, departamento de Marne, en el distrito de Épernay y cantón de Épernay-2.

## Demografía
| 1382 | 1269 | 1157 | 1139 | 1500 | 1395 |
| Para los censos de 1962 a 1999 la población legal corresponde a la población sin duplicidades (Fuente: INSEE [Consultar]) |      |      |      |      |      |